# 가모정 (교토부)
가모정(일본어: 加茂町)은 일본 교토부 소라쿠군에 있던 정이다. 2007년 3월 12일, 야마시로정, 기즈정과 합병해 기즈가와시가 되었다. 다만, 합병 후에 「가모정」은 시내의 정명으로서 남아있다.
나라시대엔 한때 미야코가 놓여졌다는 역사가 있으며, 다수의 사적·문화재를 가지고 있다. 일본 최초의 유통화폐인 화동개척이 만들어진 곳이기도 하다.
문화가 향기로운 살기 좋은 마을을 마을 표어로 내걸었다. 특산품은 벽지, 맹장지, 차, 표고버섯이다. 가모씨의 거주지였기 때문이다

## 역사
- 1889년 4월 1일 - 정촌제 시행으로 가모촌이 성립하였다.
- 1928년 2월 11일 - 정으로 승격해 가모정이 되었다.
- 1951년 4월 1일 - 도노촌, 미카노하라촌을 편입하였다.
- 2007년 3월 12일 - 야마시로정, 기즈정과의 합병에 의해 기즈가와시가 성립하였다.

## 교통

### 도로
- 국도 제163호선 (일본)(일본어판)